# Pierre-Olivier Lapie
Pour les articles homonymes, voir Lapie.
Pierre-Olivier Lapie, né le 2 avril 1901 à Rennes et décédé le 10 mars 1994 à Paris, est un avocat,  homme politique, résistant et écrivain français.
Élu député sous le Front populaire, il participe en 1940 à la campagne de Norvège, avant de s'engager dans la France libre. Gouverneur du Tchad de 1940 à 1942, il combat dans les rangs de la 1re division française libre, avant de siéger à l'Assemblée consultative provisoire. Élu député presque sans interruption entre 1945 et 1958 sous l'étiquette SFIO, il occupe plusieurs portefeuilles ministériels, avant de représenter la France dans les instances européennes et de se rapprocher des gaullistes de gauche.

## Biographie

### Jeunesse, étude et premières occupations
Fils du philosophe Paul Lapie, futur recteur de l'académie de Paris, et de Marie Tanchou, Pierre-Olivier Lapie naît le 2 avril 1901 à Rennes, où son père est en poste à l'université. Il fait des études primaires à Bordeaux, ses études secondaires à Paris, où il entre au lycée Buffon puis au lycée Condorcet, avant d'entrer à l'École libre des sciences politiques et à la faculté de droit de Paris. Auteur d'une thèse sur l'État actionnaire (les entreprises d'économie mixte), il s'inscrit au barreau de Paris en 1925 comme avocat à la cour d'appel, et se spécialise dans les affaires de droit international. Membre de la Société de législation comparée et vice-président de la Section française de l’International Law Association, il devient un collaborateur de Joseph Paul-Boncour. En 1934, il est membre de l'Ordre nouveau, animé par Robert Aron.

### Entrée en politique
Il est élu député USR (Union socialiste républicaine) de la 3e circonscription de Meurthe-et-Moselle lors des élections législatives des 26 avril et 3 mai 1936,,, avec 5 003 voix (sur 25 734 votants) au premier tour et 12 642 (sur 25 441 votants) au second (grâce au désistement du socialiste Nordemann et du communiste Thouvenin), face au modéré Désiré Ferry. Durant la campagne il joue sur son jeune âge face à Désiré Ferry. À la Chambre, il fait partie des commissions de l'aéronautique, d'Alsace-Lorraine et des mines. 
En 1939, il demande de subordonner la reconnaissance du régime franquiste, après sa victoire dans la guerre d'Espagne, à l'instauration d'une loi d'amnistie. Durant l'été, il s'oppose à la prorogation du mandat de la Chambre des députés jusqu'en 1942 et s'en explique longuement.

### Seconde Guerre mondiale
Mobilisé le 2 septembre 1939 comme lieutenant de réserve de la Légion étrangère, il est envoyé sur le front de l'Est et devient officier de liaison au 1er régiment de la garde britannique. En février 1940, il se porte volontaire comme officier interprète pour le Corps expéditionnaire de Scandinavie et participe comme capitaine à l'expédition de Norvège — il reçoit pour cela la Croix de guerre (Norvège) — au sein de la 13e demi-brigade de Légion étrangère, avant de rejoindre Londres dès le 22 juin 1940. De Gaulle le nomme directeur des Affaires extérieures dans son cabinet en juillet, fonction qu'il occupe jusqu'en septembre. À ce titre, il négocie l'accord du 7 août 1940 qui fixe les relations entre la France libre et le gouvernement britannique. En juillet 1940, il est condamné à mort par contumace par un tribunal de Vichy.
Après l'opération Menace et le ralliement des territoires de l'Afrique-Équatoriale française (AEF), il est nommé en novembre 1940 gouverneur du Tchad en remplacement de Félix Éboué. En 1942, il obtient un commandement au sein de la 13e demi-brigade de Légion étrangère et participe aux campagnes de Libye et de Tunisie. En janvier 1943, il est chargé d'une nouvelle mission de liaison avec les Britanniques et réussit à aplanir le conflit entre Montgomery et Larminat. En octobre suivant, il est désigné pour siéger à l'Assemblée consultative d'Alger,,.
Le 10 juillet 1945, il épouse Yolande Friedmann, avec laquelle il a une fille, Dominique.

Drapeau utilisé par le gouverneur du Tchad Pierre-Olivier Lapie
Drapeau du gouvernement du Tchad « France libre » sous Pierre-Olivier Lapie

### Après-guerre et retour en politique
Il est élu conseiller général de Nancy en septembre 1945, puis député à la première Assemblée constituante le 21 octobre suivant. Battu le 2 juin 1946, il est en revanche élu le 10 novembre suivant et reste député socialiste SFIO (Section française de l'Internationale ouvrière) jusqu’en 1958,. Il est sous-secrétaire d'État aux Affaires étrangères du gouvernement Léon Blum (3) du 16 décembre 1946 au 22 janvier 1947. Sioniste, il est le premier député français à déposer une résolution en faveur de la reconnaissance (en) de l'État d'Israël le 19 mai 1948. Celle-ci est adoptée le lendemain par l'Assemblée nationale, dans une version retoquée qui se contente d'adresser « un salut fraternel au nouvel Etat ». Le gouvernement français craint alors qu'une reconnaissance officielle ne lui aliène les 25 millions de musulmans vivant sous son contrôle. Une crainte exprimée en particulier par le ministre de l'Intérieur, Édouard Depreux, qui déclare : « La France, puissance musulmane, doit s’en tenir à une position prudente ». 
Il est ministre de l'Éducation nationale du gouvernement René Pleven (1) (du 12 juillet 1950 au 10 mars 1951), puis du gouvernement Henri Queuille (3) (du 10 mars au 11 août 1951). Confronté à la question des subventions à l'enseignement privé, il demande à Joseph Paul-Boncour de prendre la tête d'une commission chargée de rapprocher les positions des défenseurs de la laïcité et ceux de l'enseignement privé ; ces travaux permettent d'envisager une politique contractuelle, qui a été mise en place en 1959 par Michel Debré, mais n'aboutissent pas, sur le moment, dans un contexte de campagne électorale. En septembre 1951, l'ancien ministre vote contre la loi Marie-Barangé, qui accorde des subventions à l'enseignement privé.
Il s’oppose à la Communauté européenne de défense (CED), ce qui lui vaudra son expulsion du groupe socialiste. Lapie est vice-président de l’Assemblée nationale de 1956 à 1958. Il est aussi délégué à l'Unesco et à l'ONU.
En 1957, il se prononce en faveur des traités instituant la Communauté économique européenne (CEE) et la Communauté européenne de l'énergie atomique (Euratom).
Le 1er juin 1958, il vote l'investiture du général de Gaulle et, le 2 juin, la loi constitutionnelle. Le 30 novembre 1958, candidat dans la 7e circonscription de Meurthe-et-Moselle, il est battu au second tour, lors d'une triangulaire avec un gaulliste et un communiste.
Pierre-Olivier Lapie est nommé, en juillet 1959, président d'une commission d'enquête sur les rapports entre l'État et l'enseignement privé. Il est exclu du Parti socialiste et se rapproche des gaullistes de gauche. En 1965, il appelle à voter pour le général de Gaulle à l'élection présidentielle.
Il siège à la Haute Autorité Malvestiti de la Communauté européenne du charbon et de l'acier (CECA), alors dirigée par Piero Malvestiti une première fois entre le 15 septembre 1959 et le 22 octobre 1963. Il se trouve alors dans les groupes de travail « Règles de concurrence, y compris pour le secteur des transports »  et « Coordination des politiques énergétiques ». Il sert ensuite sous l'autorité Del Bo jusqu'au 8 mars 1967. Il se trouve alors dans les groupes de travail « Coordination des politiques énergétiques » (dont il est président), « Transport » et « Règles de concurrence, y compris pour le secteur des transports ». Il est également membre de l'autorité Coppé, une autorité ad interim avant l'entrée en vigueur du traité de fusion des exécutifs communautaires, entre le 8 mars et le 6 juillet 1967.
Il demande à continuer ses fonctions au niveau européen après l'établissement du premier exécutif unifié des Communautés européennes – la commission Rey – sans succès.
Il est membre de l’Assemblée parlementaire du Conseil de l'Europe et de l’Assemblée parlementaire des Communautés européennes (aujourd'hui Parlement européen).
Pierre-Olivier Lapie est élu, en 1969, au quatrième fauteuil de la section générale de l'Académie des sciences morales et politiques, où il succède à Jean Lépine.

### Fin de vie
Il meurt le 10 mars 1994 à Paris,.
L'iconothèque des Archives nationales d'outre-mer conserve un fonds privé à son nom.

## Œuvres
- L'État actionnaire, Paris, Dalloz, 1925, IV-166 p.
- Paul Lapie. Une vie, une œuvre, 4 septembre 1869-24 janvier 1927 (préface de Célestin Bouglé), Paris, Société universitaire d'éditions et de librairie, 1938, VIII-242 p.
- Certitudes anglaises, Paris, Rieder, 1938, 96 p.
- La Légion étrangère à Narvik (avant-propos du général de Gaulle, préface du major P.C. Wren), Londres, J. Murray, 1941, XX-102 p. (Paris, Flammarion, 1945, 157 p.)
- Mes tournées au Tchad, Londres, John Murray, 1943, 178 p. (Paris, Office français d'éditions, 1945, 282 p.)
- Le Tchad fait la guerre, Alger, Office français d'édition, 1943, 52 p. (Beyrouth, imprimerie du journal La Syrie et l'Orient, 1943)
- Les Déserts de l'action, Paris, Flammarion, 1946, 293 p.
- Cromwell, Paris, Flammarion, 1949, 283 p.
- L'Europe de demain, armées intégrées ou communautés d'armement, Paris, Centre d'études de politique étrangère, 1953, 24 p.
- Lisos ou l'Action, Paris, la Table ronde, 1955, 127 p.
- Les Trois communautés, Charbon-acier, Marché commun, Euratom, Paris, Fayard, 1960, 239 p.
- De Léon Blum à de Gaulle - Le caractère et le pouvoir, Paris, Fayard, 1971, 917 p. (il s'agit en fait d'une histoire de la IVe République)
- Aujourd'hui, l'Angleterre, Paris, Plon, 1972, 350 p.
- La Coopération franco-allemande, Paris, la Documentation française, 1973, 63 p.
- Thésée ou la Contestation, Paris, A. Silvaire, 1974, 94 p.
- Les Anglais à Paris : de la Renaissance à l'Entente cordiale Paris, Fayard, 1976, 307 p.  (ISBN 2-213-00388-2)
- Aristée : roman, Paris, J.-C. Lattès, 1979, 331 p.

## Sources

## Compléments